# Test dwumianowy
Test dwumianowy jest rodzajem testu statystycznego, służącym do badania statystycznej istotności odchyleń liczebności jednej z dwu kategorii, do której może należeć zmienna losowa.
Przykład: W grze polegającej na rzucaniu sześcienną kostką do gry wyrzucenie szóstki oznacza wygraną. W jednej z gier rzuciliśmy kostką 235 razy, szóstka wypadła 51 razy. Oczekujemy otrzymania szóstki 235/6 = 39,17 razy. Czy proporcje wyrzucenia szóstki są znacząco różne od tego, czego moglibyśmy oczekiwać w zdarzeniu losowym?
Aby znaleźć odpowiedź posłużymy się rozkładem dwumianowym B(235, 1/6), w celu wyznaczenia prawdopodobieństwa wypadnięcia szóstki 51 razy w 235 rzutach. Następnie obliczamy prawdopodobieństwa wypadnięcia szóstki 52, 53 razy i tak dalej aż do 235. Sumując te prawdopodobieństwa otrzymujemy statystyczną istotność zaobserwowanej liczby szóstek.
Przy większej liczbie obserwacji rozkład dwumianowy może być przybliżany przez rozkłady ciągłe, dlatego test dwumianowy można zastąpić testem chi-kwadrat lub testem G, jednak dla małych prób takie przybliżenie różni się znacząco od pierwotnego rozkładu i należy stosować test dwumianowy.
Jeśli w problemie występuje więcej kategorii, a potrzebny jest dokładny test, należy test dwumianowy zastąpić innymi testami opartymi na rozkładzie wielomianowym.